# Lista dos treinadores vencedores das competições de clubes da UEFA

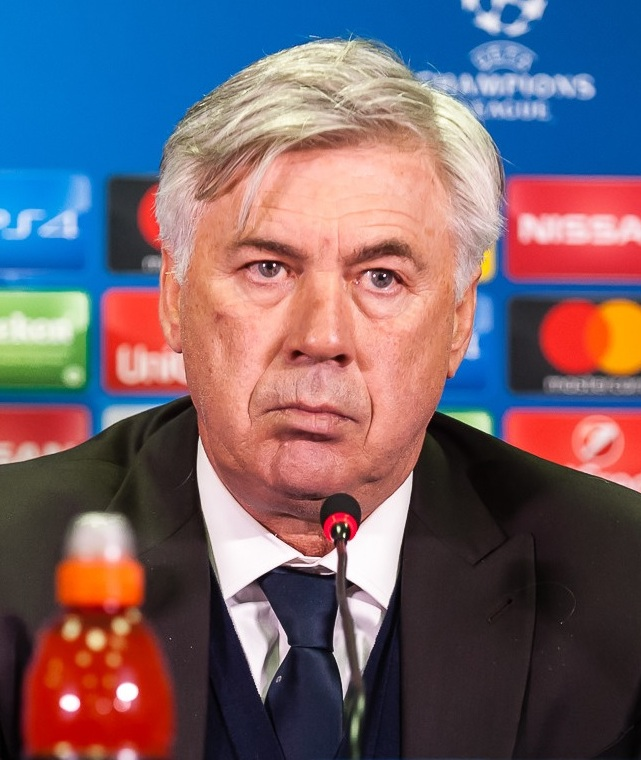
Carlo Ancelotti, maior vencedor das competições de clubes da UEFA, com onze torneios conquistados, incluindo cinco Liga dos Campeões, sendo também o maior vencedor dessa competição.

Esta é uma lista dos treinadores de futebol vencedores das competições de clubes da UEFA. Inclui vitórias na Copa dos Clubes Campeões Europeus e na Liga dos Campeões da UEFA, na Taça dos Clubes Vencedores de Taças, na Copa da UEFA e na Liga Europa, na Liga Conferência Europa da UEFA, na Taça Intertoto da UEFA, na Supercopa da UEFA e na Copa Intercontinental.
O italiano Carlo Ancelotti é o treinador mais vitorioso, tendo conquistado onze títulos, seguido pelo espanhol Pep Guardiola, pelo escocês Alex Ferguson e pelo italiano Giovanni Trapattoni, os três com sete títulos cada. Os treinadores italianos ganharam mais torneios do que qualquer outra nacionalidade, tendo garantido 54 títulos, enquanto os treinadores espanhóis estão em segundo lugar, com 47 conquistas, e os treinadores alemães fecham o pódio com 32 vitórias.
Embora nenhum técnico tenha vencido todas essas competições, Trapattoni é o único técnico a ter conquistado o título de cinco torneios de confederação diferentes. Trapattoni e o alemão Udo Lattek são os únicos treinadores que venceram pelo menos uma vez as três principais e antigas competições sazonais da UEFA (antes de 1999): a Copa dos Clubes Campeões Europeus, a Taça dos Clubes Vencedores de Taças, e a Copa da UEFA. O português José Mourinho é o primeiro e único treinador a ter vencido pelo menos uma vez as três principais e atuais competições sazonais da UEFA: a Liga dos Campeões da UEFA, a Taça UEFA ou Liga Europa, e a Liga Conferência Europa da UEFA. O francês Zinédine Zidane é o único treinador a conquistar três torneios consecutivos da Liga dos Campeões da UEFA, vencendo com o Real Madrid nas temporadas 2015–16, 2016–17 e 2017–18. O espanhol Unai Emery é o único treinador a conquistar três torneios consecutivos da Liga Europa da UEFA, vencendo com o Sevilla nas temporadas 2013–14, 2014–15 e 2015–16; Emery também é o maior vencedor da competição com quatro títulos, ultrapassando Giovanni Trapattoni após a conquista da edição de 2020–21. Em 28 de maio de 2022, o italiano Carlo Ancelotti se tornou no treinador mais vitorioso das competições de clubes da UEFA, após vencer a Final da Liga dos Campeões da UEFA de 2021–22, conquistando a sua quarta Liga dos Campeões e tornando-se também no maior vencedor dessa competição.
Embora a Taça das Cidades com Feiras seja considerada a antecessora da Copa da UEFA, a União das Associações Europeias de Futebol (UEFA) não a reconhece oficialmente e, portanto, as vitórias nesta competição não estão incluídos nesta lista. Também estão excluídas as conquistas na Supercopa Europeia não oficial de 1972, e na Copa do Mundo de Clubes, uma competição da FIFA.
No começo da temporada de futebol de 2021–22, a UEFA iniciou a Liga Conferência Europa da UEFA, que é uma terceira competição sazonal organizada pela UEFA. Por esta razão, um treinador pode agora ganhar as três principais competições de clubes da UEFA, o que anteriormente não era possível desde que a Taça dos Vencedores das Taças foi disputada pela última vez em 1999.

## Treinadores vencedores
As listas a seguir foram atualizadas pela última vez em 31 de maio de 2025, após a Final da Liga dos Campeões da UEFA de 2024–25.

### Por número de títulos

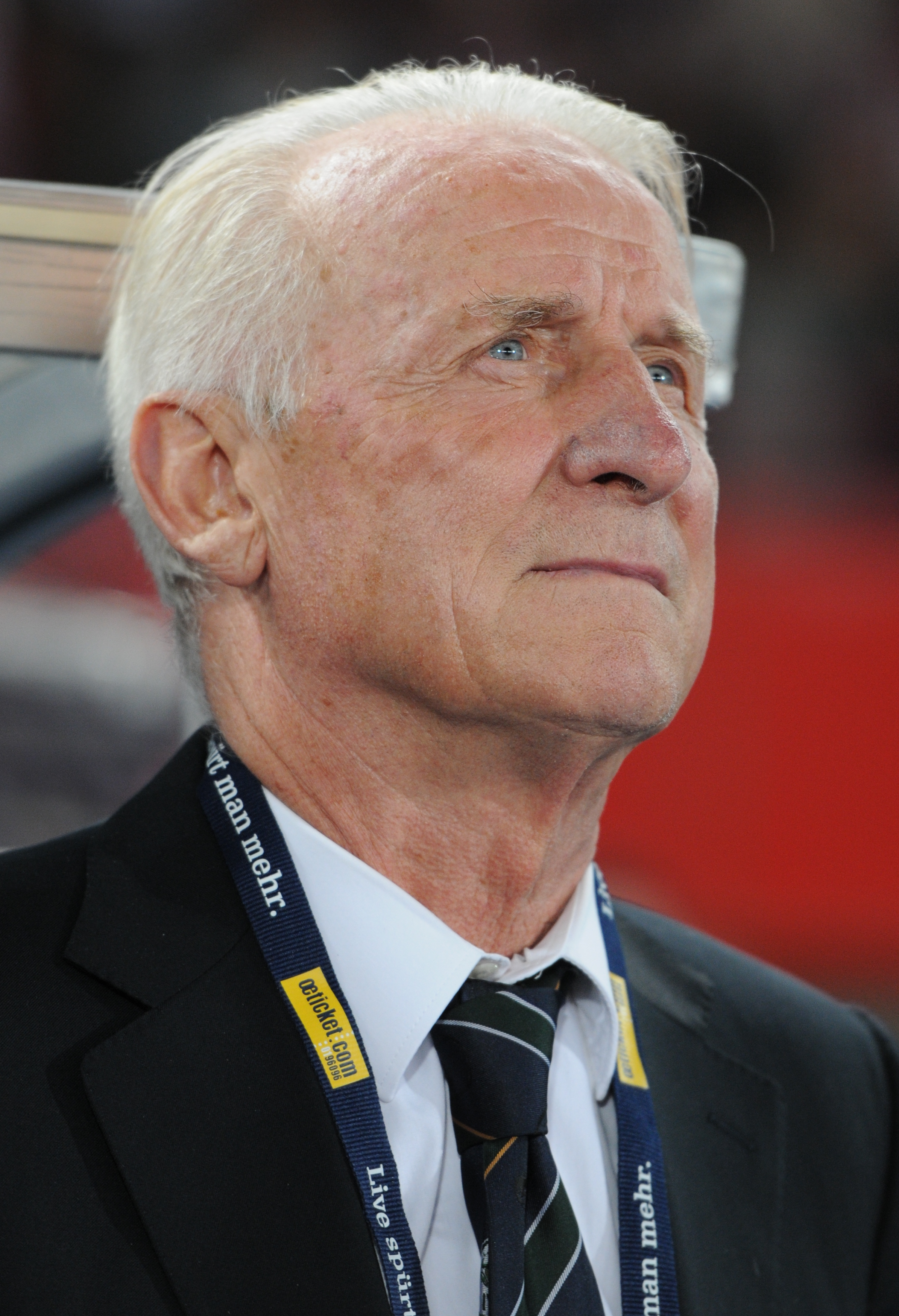
Giovanni Trapattoni ganhou um total de sete títulos das competições da UEFA. Ele é o único, ao lado de Udo Lattek e José Mourinho, a vencer as três principais competições europeias.

Josep Guardiola, vencedor de sete torneios da UEFA, incluindo três Liga dos Campeões.

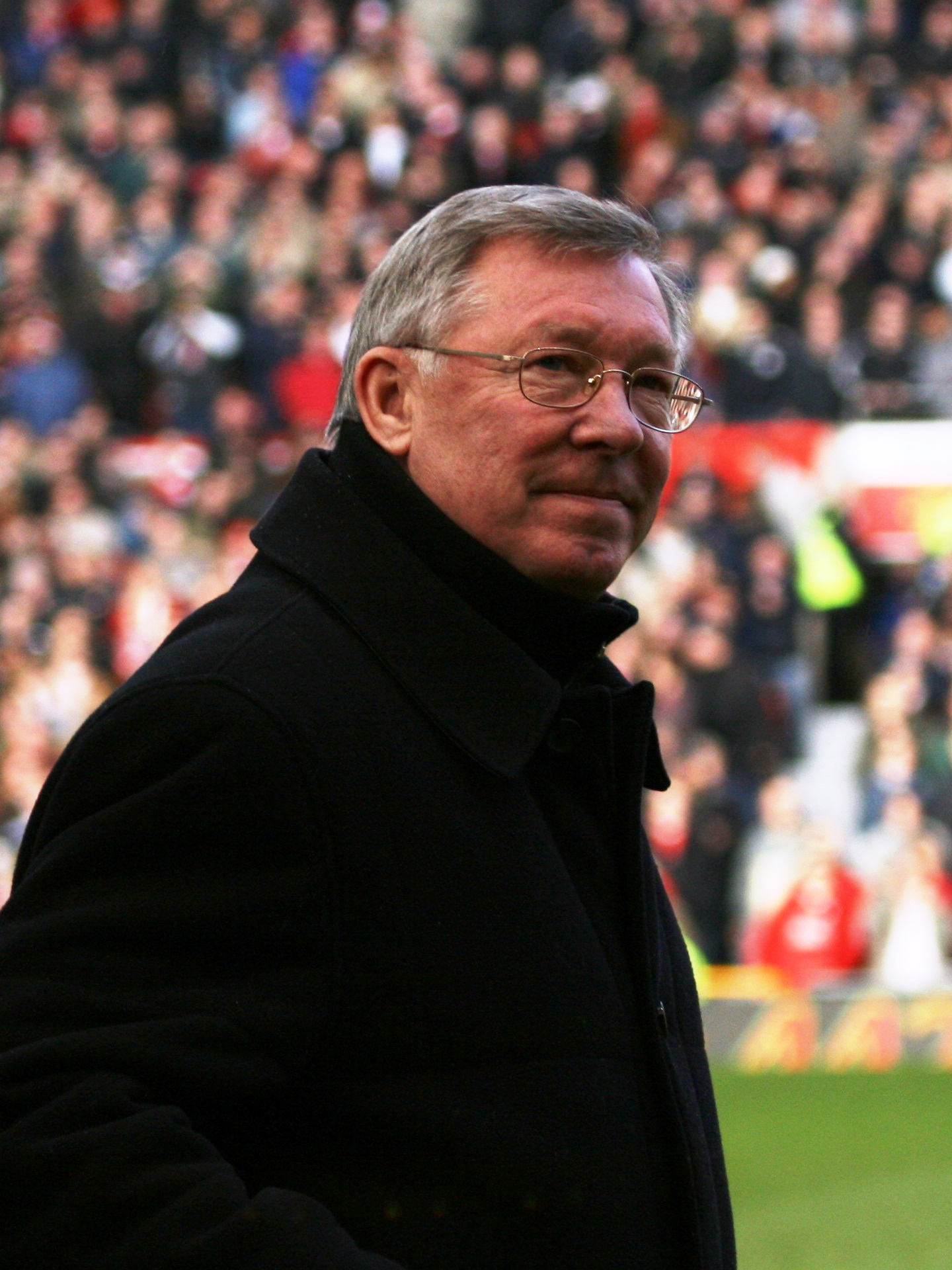
Alex Ferguson, vencedor de sete torneios da UEFA.

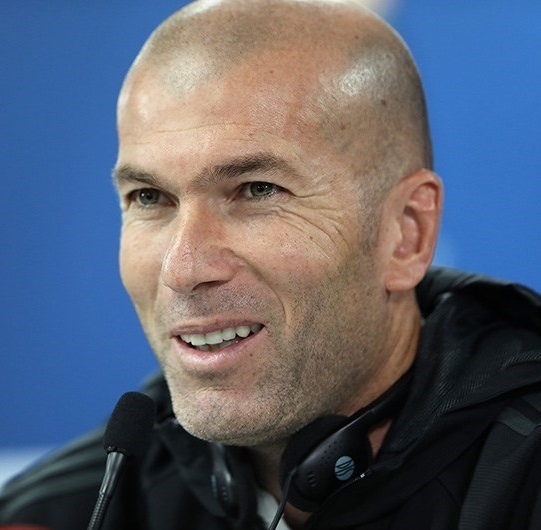
Zinédine Zidane, único treinador a vencer três torneios consecutivos da Liga dos Campeões da UEFA.

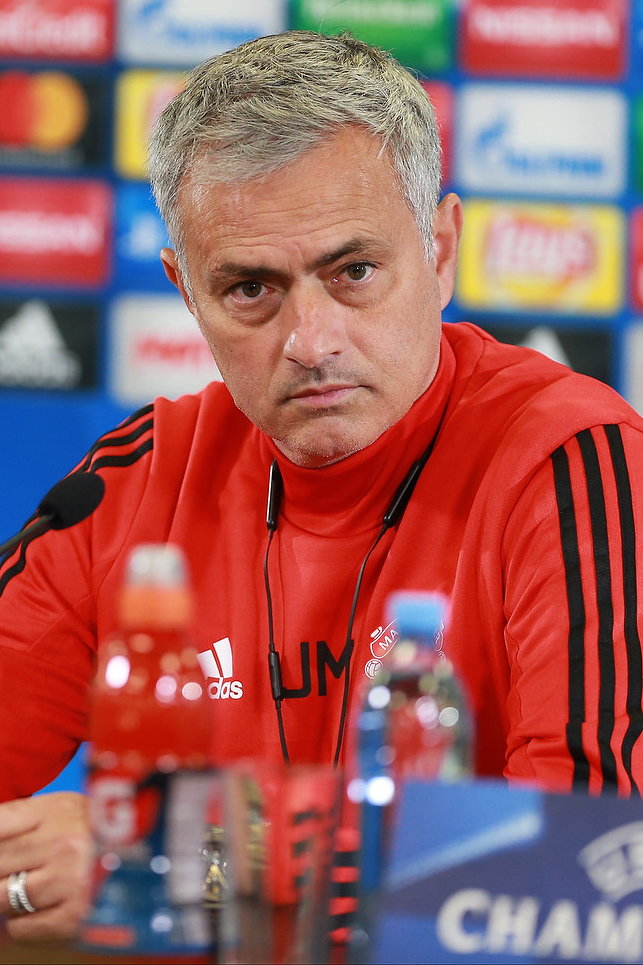
José Mourinho, vencedor de duas Liga dos Campeões, duas Liga Europa e da primeira Liga Conferência Europa da UEFA.

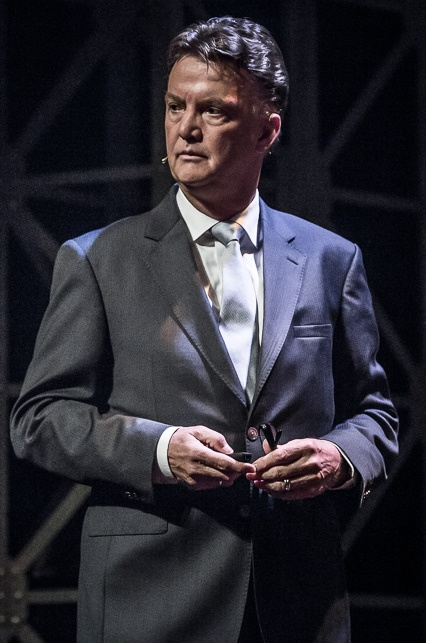
Louis van Gaal conquistou cinco vitórias em torneios de clubes da UEFA.

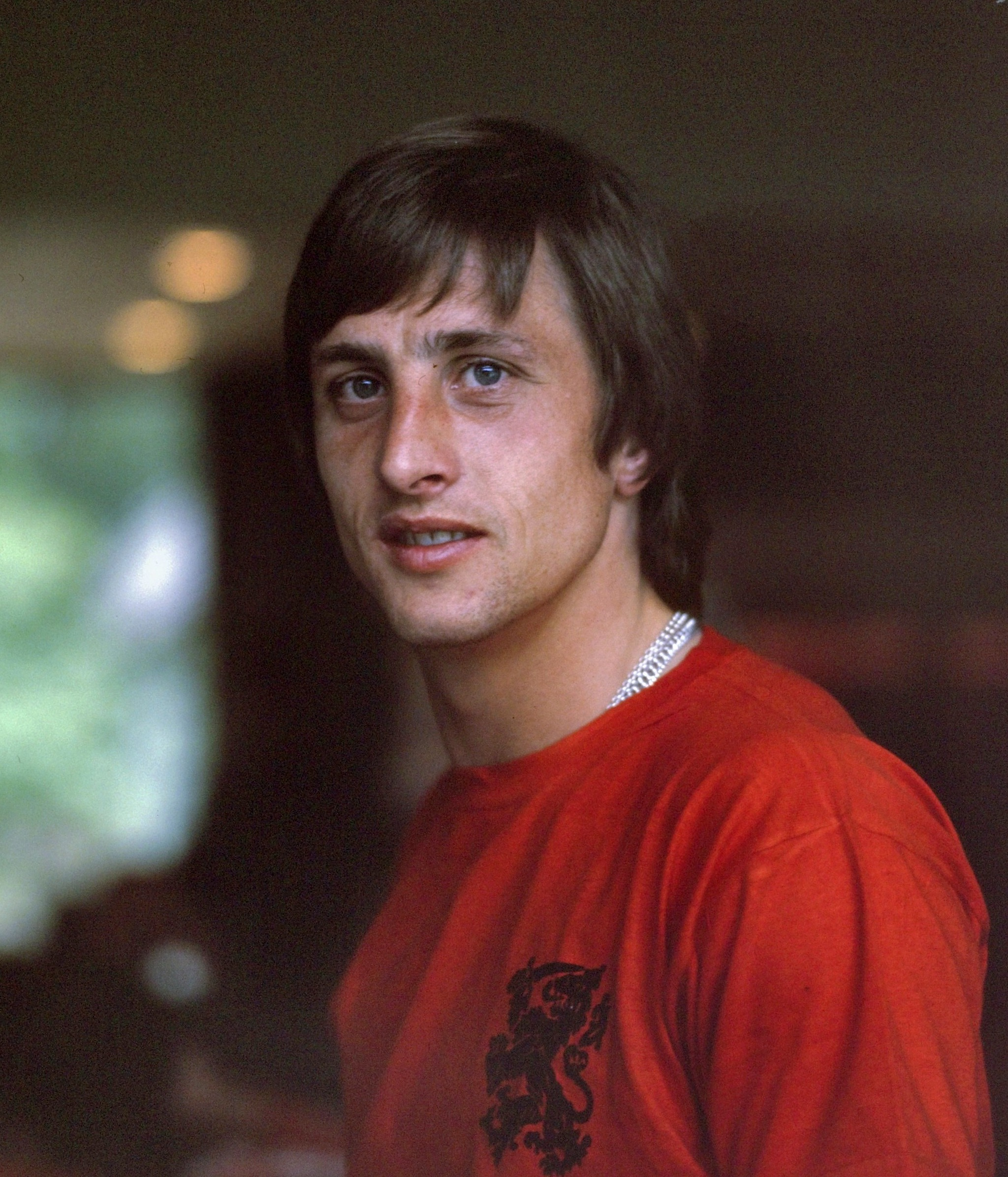
Johan Cruijff, vencedor de quatro torneios da UEFA, incluindo uma Liga dos Campeões.

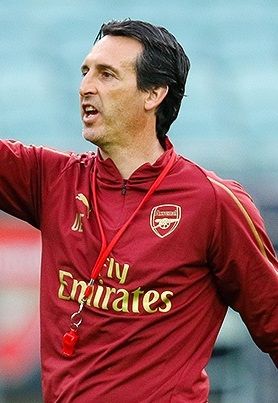
Unai Emery, único treinador a vencer três torneios consecutivos da Liga Europa da UEFA e maior vencedor dessa competição.

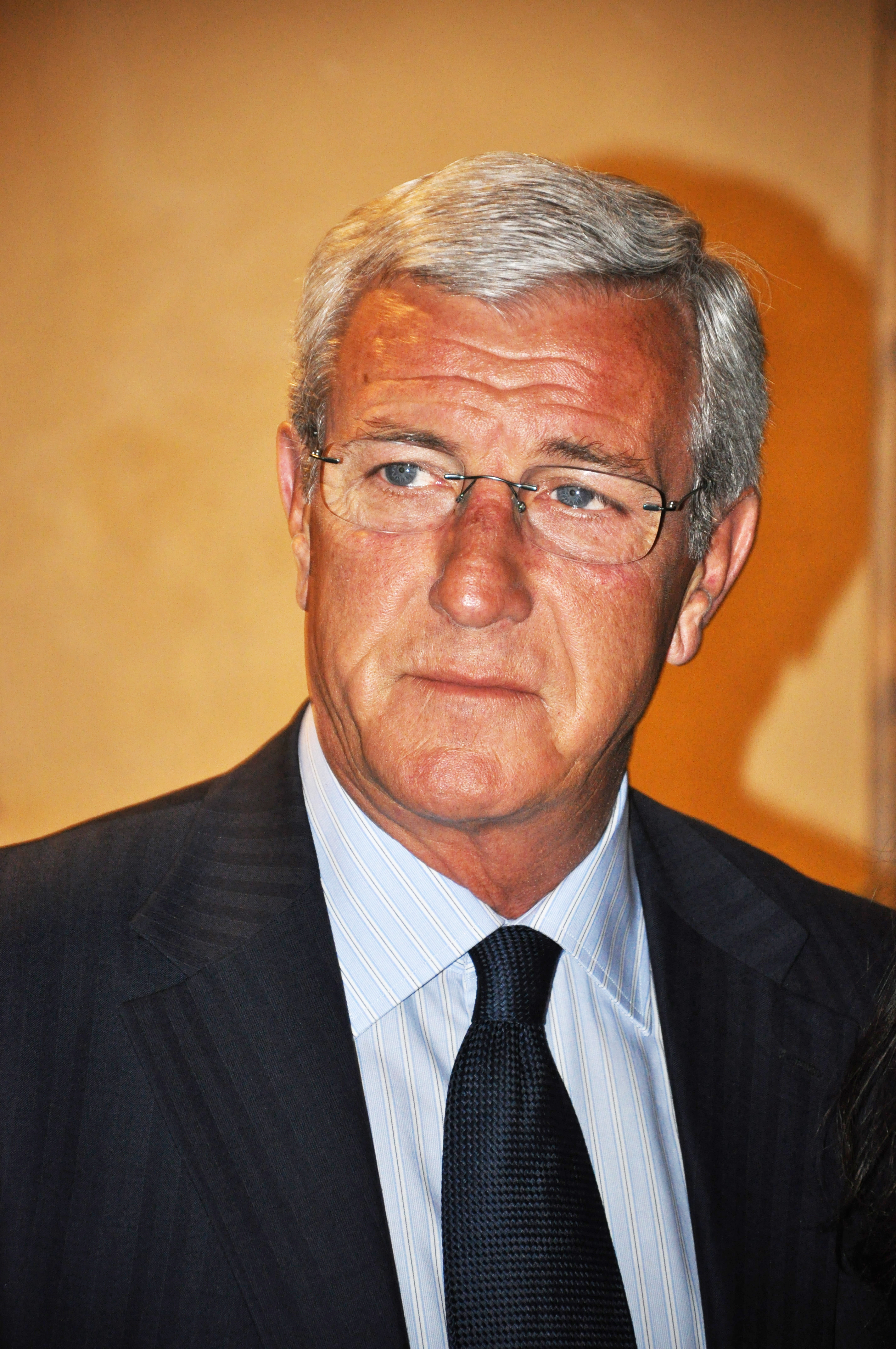
Marcello Lippi venceu a Liga dos Campeões da UEFA, a Supercopa da UEFA e a Copa Intercontinental.

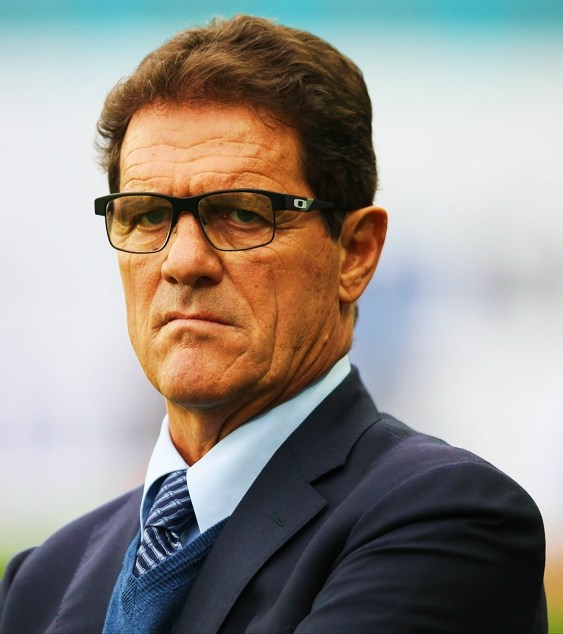
Fabio Capello, vencedor de dois títulos de clubes da UEFA.

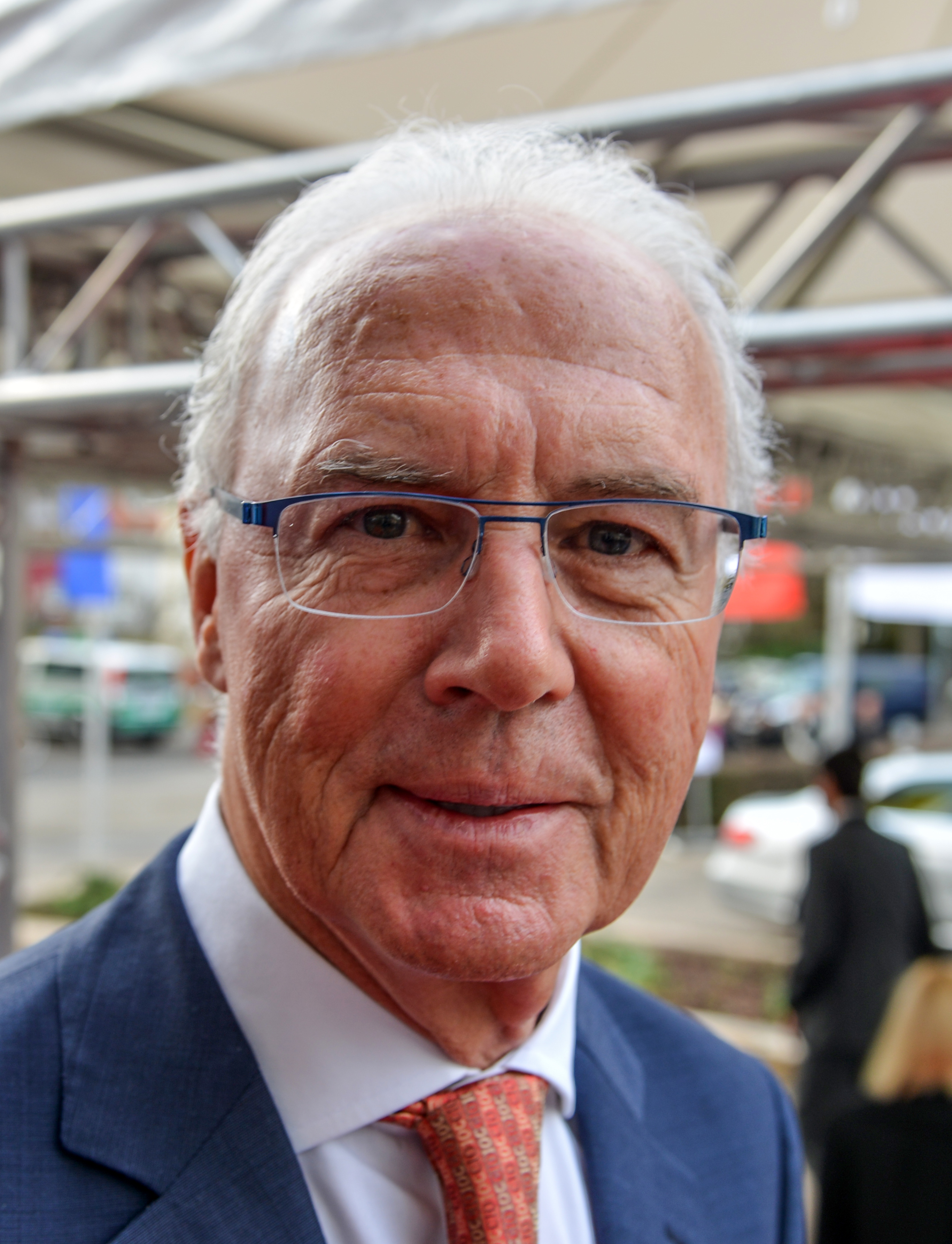
Franz Beckenbauer venceu a Copa da UEFA de 1995–96.

Legenda
| UCL  | Copa dos Clubes Campeões Europeus / Liga dos Campeões da UEFA |
| TVT  | Taça dos Clubes Vencedores de Taças (extinta)                 |
| UEL  | Copa da UEFA / Liga Europa                                    |
| UECL | Liga Conferência Europa da UEFA                               |
| TIU  | Taça Intertoto da UEFA (extinta)                              |
| USC  | Supercopa da UEFA                                             |
| CI   | Copa Intercontinental (extinta)                               |

|                | Treinador             | UCL | TVT | UEL | UECL | TIU | USC | CI | Total |
| -------------- | --------------------- | --- | --- | --- | ---- | --- | --- | -- | ----- |
| ITA !          | Carlo Ancelotti       | 5   | –   | –   | –    | 1   | 5   | –  | 11    |
| ESP !          | Josep Guardiola       | 3   | –   | –   | –    | –   | 4   | –  | 7     |
| SCO !          | Sir Alex Ferguson     | 2   | 2   | –   | –    | –   | 2   | 1  | 7     |
| ITA !          | Giovanni Trapattoni   | 1   | 1   | 3   | –    | –   | 1   | 1  | 7     |
| ITA !          | Arrigo Sacchi         | 2   | –   | –   | –    | –   | 2   | 2  | 6     |
| ENG !          | Bob Paisley           | 3   | –   | 1   | –    | –   | 1   | –  | 5     |
| FRA !          | Zinédine Zidane       | 3   | –   | –   | –    | –   | 2   | –  | 5     |
| ITA !          | Nereo Rocco           | 2   | 2   | –   | –    | –   | –   | 1  | 5     |
| POR !          | José Mourinho         | 2   | –   | 2   | 1    | –   | –   | –  | 5     |
| NED !          | Louis van Gaal        | 1   | –   | 1   | –    | –   | 2   | 1  | 5     |
| GER !          | Jupp Heynckes         | 2   | –   | –   | –    | 2   | –   | –  | 4     |
| ESP !          | Vicente del Bosque    | 2   | –   | –   | –    | –   | 1   | 1  | 4     |
| ARG !          | Helenio Herrera       | 2   | –   | –   | –    | –   | –   | 2  | 4     |
| NED !          | Johan Cruijff         | 1   | 2   | –   | –    | –   | 1   | –  | 4     |
| BEL !          | Raymond Goethals      | 1   | 1   | –   | –    | –   | 2   | –  | 4     |
| ESP !          | Rafael Benítez        | 1   | –   | 2   | –    | –   | 1   | –  | 4     |
| ITA !          | Nevio Scala           | –   | 1   | 1   | –    | –   | 1   | 1  | 4     |
| ESP !          | Unai Emery            | –   | –   | 4   | –    | –   | –   | –  | 4     |
| ARG !          | Diego Simeone         | –   | –   | 2   | –    | –   | 2   | –  | 4     |
| ESP !          | José Villalonga       | 2   | 1   | –   | –    | –   | –   | –  | 3     |
| ENG !          | Brian Clough          | 2   | –   | –   | –    | –   | 1   | –  | 3     |
| ESP !          | Luis Enrique          | 2   | –   | –   | –    | –   | 1   | –  | 3     |
| GER !          | Ottmar Hitzfeld       | 2   | –   | –   | –    | –   | –   | 1  | 3     |
| ROU !          | Ștefan Kovács         | 2   | –   | –   | –    | –   | –   | 1  | 3     |
| GER !          | Dettmar Cramer        | 2   | –   | –   | –    | –   | –   | 1  | 3     |
| AUT !          | Ernst Happel          | 2   | –   | –   | –    | –   | –   | 1  | 3     |
| ESP !          | Miguel Muñoz          | 2   | –   | –   | –    | –   | –   | 1  | 3     |
| GER !          | Udo Lattek            | 1   | 1   | 1   | –    | –   | –   | –  | 3     |
| ITA !          | Marcello Lippi        | 1   | –   | –   | –    | –   | 1   | 1  | 3     |
| Soviet Union ! | Valeriy Lobanovskiy   | –   | 2   | –   | –    | –   | 1   | –  | 3     |
| SWE !          | Sven-Göran Eriksson   | –   | 1   | 1   | –    | –   | 1   | –  | 3     |
| ESP !          | Víctor Fernández      | –   | 1   | –   | –    | 1   | –   | 1  | 3     |
| ESP !          | Juande Ramos          | –   | –   | 2   | –    | –   | 1   | –  | 3     |
| ARG !          | Luis Carniglia        | 2   | –   | –   | –    | –   | –   | –  | 2     |
| HUN !          | Béla Guttmann         | 2   | –   | –   | –    | –   | –   | –  | 2     |
| ENG !          | Tony Barton           | 1   | –   | –   | –    | –   | 1   | –  | 2     |
| ITA !          | Fabio Capello         | 1   | –   | –   | –    | –   | 1   | –  | 2     |
| GER !          | Jürgen Klopp          | 1   | –   | –   | –    | –   | 1   | –  | 2     |
| GER !          | Hans-Dieter Flick     | 1   | –   | –   | –    | –   | 1   | –  | 2     |
| GER !          | Thomas Tuchel         | 1   | –   | –   | –    | –   | 1   | –  | 2     |
| NED !          | Guus Hiddink          | 1   | –   | –   | –    | –   | –   | 1  | 2     |
| ENG !          | Bill Nicholson        | –   | 1   | 1   | –    | –   | –   | –  | 2     |
| ENG !          | Bobby Robson          | –   | 1   | 1   | –    | –   | –   | –  | 2     |
| FRA !          | Luis Fernández        | –   | 1   | –   | –    | 1   | –   | –  | 2     |
| ITA !          | Gianluca Vialli       | –   | 1   | –   | –    | –   | 1   | –  | 2     |
| NED !          | Aad de Mos            | –   | 1   | –   | –    | –   | 1   | –  | 2     |
| ESP !          | Luis Molowny          | –   | –   | 2   | –    | –   | –   | –  | 2     |
| ESP !          | José Luis Mendilibar  | –   | –   | 1   | 1    | –   | –   | –  | 2     |
| NED !          | Huub Stevens          | –   | –   | 1   | –    | 1   | –   | –  | 2     |
| ROU !          | Mircea Lucescu        | –   | –   | 1   | –    | –   | 1   | –  | 2     |
| NED !          | Dick Advocaat         | –   | –   | 1   | –    | –   | 1   | –  | 2     |
| FRA !          | Gérard Houllier       | –   | –   | 1   | –    | –   | 1   | –  | 2     |
| ESP !          | Quique Sánchez Flores | –   | –   | 1   | –    | –   | 1   | –  | 2     |
| ITA !          | Claudio Ranieri       | –   | –   | –   | –    | 1   | 1   | –  | 2     |
| YUG !          | Tomislav Ivić         | –   | –   | –   | –    | –   | 1   | 1  | 2     |
| ENG !          | Joe Fagan             | 1   | –   | –   | –    | –   | –   | –  | 1     |
| SCO !          | Jock Stein            | 1   | –   | –   | –    | –   | –   | –  | 1     |
| NED !          | Rinus Michels         | 1   | –   | –   | –    | –   | –   | –  | 1     |
| NED !          | Frank Rijkaard        | 1   | –   | –   | –    | –   | –   | –  | 1     |
| SCO !          | Matt Busby            | 1   | –   | –   | –    | –   | –   | –  | 1     |
| YUG !          | Ljupko Petrović       | 1   | –   | –   | –    | –   | –   | –  | 1     |
| ROU !          | Emerich Jenei         | 1   | –   | –   | –    | –   | –   | –  | 1     |
| POR !          | Artur Jorge           | 1   | –   | –   | –    | –   | –   | –  | 1     |
| ITA !          | Roberto Di Matteo     | 1   | –   | –   | –    | –   | –   | –  | 1     |
| YUG !          | Vujadin Boškov        | –   | 1   | –   | –    | –   | –   | –  | 1     |
| HUN !          | Nándor Hidegkuti      | –   | 1   | –   | –    | –   | –   | –  | 1     |
| ENG !          | Ron Greenwood         | –   | 1   | –   | –    | –   | –   | –  | 1     |
| ESP !          | Joaquim Rifé          | –   | 1   | –   | –    | –   | –   | –  | 1     |
| ESP !          | Alfredo Di Stéfano    | –   | 1   | –   | –    | –   | –   | –  | 1     |
| GER !          | Otto Rehhagel         | –   | 1   | –   | –    | –   | –   | –  | 1     |
| SCO !          | George Graham         | –   | 1   | –   | –    | –   | –   | –  | 1     |
| POR !          | Anselmo Fernandez     | –   | 1   | –   | –    | –   | –   | –  | 1     |
| GER !          | Willi Multhaup        | –   | 1   | –   | –    | –   | –   | –  | 1     |
| YUG !          | Zlatko Čajkovski      | –   | 1   | –   | –    | –   | –   | –  | 1     |
| TCH !          | Michal Vičan          | –   | 1   | –   | –    | –   | –   | –  | 1     |
| ENG !          | Joe Mercer            | –   | 1   | –   | –    | –   | –   | –  | 1     |
| ENG !          | Dave Sexton           | –   | 1   | –   | –    | –   | –   | –  | 1     |
| SCO !          | William Waddell       | –   | 1   | –   | –    | –   | –   | –  | 1     |
| GER !          | Heinz Krügel          | –   | 1   | –   | –    | –   | –   | –  | 1     |
| NED !          | Hans Croon            | –   | 1   | –   | –    | –   | –   | –  | 1     |
| GER !          | Kuno Klötzer          | –   | 1   | –   | –    | –   | –   | –  | 1     |
| Soviet Union ! | Nodar Akhalkatsi      | –   | 1   | –   | –    | –   | –   | –  | 1     |
| ENG !          | Howard Kendall        | –   | 1   | –   | –    | –   | –   | –  | 1     |
| SCO !          | Bill Shankly          | –   | –   | 1   | –    | –   | –   | –  | 1     |
| ITA !          | Ottavio Bianchi       | –   | –   | 1   | –    | –   | –   | –  | 1     |
| NED !          | Wiel Coerver          | –   | –   | 1   | –    | –   | –   | –  | 1     |
| BEL !          | Paul Van Himst        | –   | –   | 1   | –    | –   | –   | –  | 1     |
| NED !          | Bert van Marwijk      | –   | –   | 1   | –    | –   | –   | –  | 1     |
| RUS !          | Valeriy Gazzayev      | –   | –   | 1   | –    | –   | –   | –  | 1     |
| GER !          | Hennes Weisweiler     | –   | –   | 1   | –    | –   | –   | –  | 1     |
| GER !          | Friedel Rausch        | –   | –   | 1   | –    | –   | –   | –  | 1     |
| ENG !          | Keith Burkinshaw      | –   | –   | 1   | –    | –   | –   | –  | 1     |
| SWE !          | Gunder Bengtsson      | –   | –   | 1   | –    | –   | –   | –  | 1     |
| TUR !          | Fatih Terim           | –   | –   | 1   | –    | –   | –   | –  | 1     |
| GER !          | Erich Ribbeck         | –   | –   | 1   | –    | –   | –   | –  | 1     |
| ITA !          | Dino Zoff             | –   | –   | 1   | –    | –   | –   | –  | 1     |
| ITA !          | Giampiero Marini      | –   | –   | 1   | –    | –   | –   | –  | 1     |
| GER !          | Franz Beckenbauer     | –   | –   | 1   | –    | –   | –   | –  | 1     |
| ITA !          | Luigi Simoni          | –   | –   | 1   | –    | –   | –   | –  | 1     |
| ITA !          | Alberto Malesani      | –   | –   | 1   | –    | –   | –   | –  | 1     |
| POR !          | André Villas-Boas     | –   | –   | 1   | –    | –   | –   | –  | 1     |
| NED !          | Kees Rijvers          | –   | –   | 1   | –    | –   | –   | –  | 1     |
| ITA !          | Maurizio Sarri        | –   | –   | 1   | –    | –   | –   | –  | 1     |
| ESP !          | Julen Lopetegui       | –   | –   | 1   | –    | –   | –   | –  | 1     |
| ESP !          | Oliver Glasner        | –   | –   | 1   | –    | –   | –   | –  | 1     |
| ESP !          | Gian Piero Gasperini  | –   | –   | 1   | –    | –   | –   | –  | 1     |
| ESP !          | Ange Postecoglou      | –   | –   | 1   | –    | –   | –   | –  | 1     |
| SCO !          | David Moyes           | –   | –   | –   | 1    | –   | –   | –  | 1     |
| ITA !          | Enzo Maresca          | –   | –   | –   | 1    | –   | –   | –  | 1     |
| FRA !          | Frédéric Antonetti    | –   | –   | –   | –    | 1   | –   | –  | 1     |
| ITA !          | Serse Cosmi           | –   | –   | –   | –    | 1   | –   | –  | 1     |
| ITA !          | Luigi De Canio        | –   | –   | –   | –    | 1   | –   | –  | 1     |
| GER !          | Thomas Doll           | –   | –   | –   | –    | 1   | –   | –  | 1     |
| FRA !          | Jacky Duguépéroux     | –   | –   | –   | –    | 1   | –   | –  | 1     |
| DEN !          | Preben Elkjær         | –   | –   | –   | –    | 1   | –   | –  | 1     |
| FRA !          | Jean Fernandez        | –   | –   | –   | –    | 1   | –   | –  | 1     |
| ESP !          | Benito Floro          | –   | –   | –   | –    | 1   | –   | –  | 1     |
| FRA !          | Jean-Louis Gasset     | –   | –   | –   | –    | 1   | –   | –  | 1     |
| FRA !          | Francis Gillot        | –   | –   | –   | –    | 1   | –   | –  | 1     |
| ENG !          | John Gregory          | –   | –   | –   | –    | 1   | –   | –  | 1     |
| FRA !          | Bernard Lacombe       | –   | –   | –   | –    | 1   | –   | –  | 1     |
| GER !          | Felix Magath          | –   | –   | –   | –    | 1   | –   | –  | 1     |
| ITA !          | Carlo Mazzone         | –   | –   | –   | –    | 1   | –   | –  | 1     |
| YUG !          | Slavoljub Muslin      | –   | –   | –   | –    | 1   | –   | –  | 1     |
| ESP !          | Joaquín Peiró         | –   | –   | –   | –    | 1   | –   | –  | 1     |
| CHI !          | Manuel Pellegrini     | –   | –   | –   | –    | 1   | –   | –  | 1     |
| FRA !          | Alain Perrin          | –   | –   | –   | –    | 1   | –   | –  | 1     |
| FRA !          | Claude Puel           | –   | –   | –   | –    | 1   | –   | –  | 1     |
| GER !          | Ralf Rangnick         | –   | –   | –   | –    | 1   | –   | –  | 1     |
| ENG !          | Harry Redknapp        | –   | –   | –   | –    | 1   | –   | –  | 1     |
| ENG !          | Glenn Roeder          | –   | –   | –   | –    | 1   | –   | –  | 1     |
| FRA !          | Guy Roux              | –   | –   | –   | –    | 1   | –   | –  | 1     |
| GER !          | Winfried Schäfer      | –   | –   | –   | –    | 1   | –   | –  | 1     |
| GER !          | Wolfgang Sidka        | –   | –   | –   | –    | 1   | –   | –  | 1     |
| FRA !          | Francis Smerecki      | –   | –   | –   | –    | 1   | –   | –  | 1     |
| FRA !          | Jean Tigana           | –   | –   | –   | –    | 1   | –   | –  | 1     |
| POR !          | Jorge Jesus           | –   | –   | –   | –    | 1   | –   | –  | 1     |
| NED !          | George Knobel         | –   | –   | –   | –    | –   | 1   | –  | 1     |
| ESP !          | Bernardino Pérez      | –   | –   | –   | –    | –   | 1   | –  | 1     |
| ROU !          | Anghel Iordănescu     | –   | –   | –   | –    | –   | 1   | –  | 1     |
| YUG !          | Luis Aragonés         | –   | –   | –   | –    | –   | –   | 1  | 1     |
| YUG !          | Vladica Popović       | –   | –   | –   | –    | –   | –   | 1  | 1     |

### Por nacionalidade
Esta tabela lista o número total de títulos conquistados por treinadores de cada nacionalidade.
Legenda
| UCL  | Copa dos Clubes Campeões Europeus / Liga dos Campeões da UEFA |
| TVT  | Taça dos Clubes Vencedores de Taças (extinta)                 |
| UEL  | Copa da UEFA / Liga Europa                                    |
| UECL | Liga Conferência Europa da UEFA                               |
| TIU  | Taça Intertoto da UEFA (extinta)                              |
| USC  | Supercopa da UEFA                                             |
| CI   | Copa Intercontinental (extinta)                               |

| Nacionalidade   | UCL | TVT | UEL | UECL | TIU | USC | CI | Total |
| --------------- | --- | --- | --- | ---- | --- | --- | -- | ----- |
| Itália          | 13  | 5   | 11  | 1    | 5   | 13  | 6  | 54    |
| Espanha         | 12  | 4   | 13  | 1    | 3   | 10  | 4  | 47    |
| Alemanha        | 10  | 5   | 5   | –    | 7   | 3   | 2  | 32    |
| Países Baixos   | 5   | 4   | 6   | –    | 1   | 6   | 2  | 24    |
| Inglaterra      | 7   | 6   | 4   | –    | 3   | 3   | –  | 23    |
| França          | 3   | 1   | 1   | –    | 12  | 3   | –  | 20    |
| Escócia         | 4   | 4   | 1   | 1    | –   | 2   | 1  | 13    |
| Argentina       | 4   | –   | 2   | –    | –   | 2   | 2  | 10    |
| Portugal        | 3   | 1   | 3   | 1    | 1   | –   | –  | 9     |
| Roménia         | 3   | –   | 1   | –    | –   | 2   | 1  | 7     |
| Iugoslávia      | 1   | 2   | –   | –    | 1   | 1   | 2  | 7     |
| Bélgica         | 1   | 1   | 1   | –    | –   | 2   | –  | 5     |
| Áustria         | 2   | –   | 1   | –    | –   | –   | 1  | 4     |
| União Soviética | –   | 3   | –   | –    | –   | 1   | –  | 4     |
| Suécia          | –   | 1   | 2   | –    | –   | 1   | –  | 4     |
| Hungria         | 2   | 1   | –   | –    | –   | –   | –  | 3     |
| Tchecoslováquia | –   | 1   | –   | –    | –   | –   | –  | 1     |
| Rússia          | –   | –   | 1   | –    | –   | –   | –  | 1     |
| Turquia         | –   | –   | 1   | –    | –   | –   | –  | 1     |
| Austrália       | –   | –   | 1   | –    | –   | –   | –  | 1     |
| Chile           | –   | –   | –   | –    | 1   | –   | –  | 1     |
| Dinamarca       | –   | –   | –   | –    | 1   | –   | –  | 1     |

### Gerais
- «UEFA Cup official history» (em inglês). UEFA. Consultado em 29 de abril de 2021
- «UEFA Cup Winners' Cup official history» (em inglês). UEFA. Consultado em 29 de abril de 2021. Arquivado do original em 5 de março de 2008
- «UEFA Champions League official history» (em inglês). UEFA. Consultado em 29 de abril de 2021
- «UEFA Intertoto Cup official history» (em inglês). UEFA. Consultado em 29 de abril de 2021. Arquivado do original em 8 de abril de 2008
- «UEFA Super Cup official history» (em inglês). UEFA. Consultado em 29 de abril de 2021. Arquivado do original em 19 de setembro de 2019

### Específicas
1. ↑  «José Mourinho conquista seu quinto título europeu com Liga Conferência, o 26º na carreira». Globo Esporte. 25 de maio de 2022. Consultado em 28 de maio de 2022. Cópia arquivada em 28 de maio de 2022
2. ↑  «Zidane, the first coach to ever win three consecutive European Cups» (em inglês). Real Madrid. 28 de maio de 2018. Consultado em 29 de abril de 2021
3. ↑  «How Unai Emery And Sevilla Made European Football History» (em inglês). Pundit Arena. 19 de maio de 2016. Consultado em 29 de abril de 2021
4. ↑  «Villarreal se torna o 29º clube a conquistar a Liga Europa; veja lista completa de campeões» (em inglês). Globo Esporte. 26 de maio de 2021. Consultado em 26 de maio de 2021
5. ↑  «Carlo Ancelotti becomes first manager to win four Champions League titles» (em inglês). Sport Star. 28 de maio de 2022. Consultado em 28 de maio de 2022. Cópia arquivada em 28 de maio de 2022
6. ↑  «UEFA Cup: All-time finals» (em inglês). UEFA. 30 de junho de 2005. Consultado em 29 de abril de 2021. Arquivado do original em 9 de março de 2008
7. ↑  «UEFA Super Cup – History» (em inglês). UEFA. Consultado em 29 de abril de 2021